# Bela Crkva (Zuid-Banaat)
Bela Crkva (Servisch: Бела Црква, Duits: Weißkirchen, Hongaars: Fehértemplom, Roemeens: Biserica Albă) is een gemeente in het Servische district Zuid-Banaat.
Bela Crkva telt 20.367 inwoners (2002). De oppervlakte bedraagt 353 km², de bevolkingsdichtheid is 57,7 inwoners per km².
Naast de hoofdplaats Bela Crkva omvat de gemeente de plaatsen Banatska Palanka, Banatska Subotica, Vračev Gaj, Grebenac, Dobričevo, Dupljaja, Jasenovo, Kajtasovo, Kaluđerovo, Kruščica, Kusić, Crvena Crkva en Češko Selo.

## Geboren in Bela Crkva
- Rudolf Nováček (7 april 1860) componist en militaire kapelmeester
- Karel Nováček (12 juli 1864) cellist en militaire kapelmeester
- Ottokar Nováček (13 mei 1866) componist, violist en altviolist

## Overleden in Bela Crkva
- Vladimir Medar (17 mei 1978) acteur